# مورالي (ممثل)
مورالي هو ممثل هندي، ولد في 19 مايو 1964 في الهند، وتوفي بنفس المكان في 8 سبتمبر 2010 بسبب نوبة قلبية.

## وصلات خارجية
- مورالي (ممثل) على موقع IMDb (الإنجليزية)
- مورالي (ممثل) على موقع قاعدة بيانات الفيلم (الإنجليزية)